# Carolus Rex
Carolus Rex (укр. Король Карл) — шостий студійний альбом шведського павер-метал гурту Sabaton, який вийшов 23 травня 2012 року. Альбом присвячений Тридцятирічній війні і королю Швеції Карлу Дванадцятому, та його військовим походам. Альбом вийшов в двох варіантах: англійською і шведською, спеціальна версія альбому включає в себе обидва варіанти на двох дисках. Це також буде останній альбом за участю гітаристів Oskar Montelius та Rikard Sundén, барабанщика Daniel Mullback і клавішника Daniel Mÿhr.
Басист і постійний учасник Sabaton, Pär Sundström, так говорить про Carolus Rex: «Це, безумовно, найкращий альбом, який ми зробили» … і прокоментував назву альбому: «Багато людей запитують нас, чому ми співаємо про історію всіх інших народів і ніколи про шведську історію. Коли ми знайшли історика Bengt Liljegren ми вже знали, що ми могли б це зробити, і це спрацювало. Назвою альбому ми вибрали Латинське ім'я Карла XII — Carolus Rex …»

## Список композицій

### Англійський варіант
1. Dominium Maris Baltici — Увертюра до альбому (0:29)
2. The Lion From The North — Пісня про Густава Адольфа і його революційну тактику бою (4:42)
3. Gott Mit Uns — про Брейтенфельдську битву (3:15)
4. A Lifetime Of War — про Тридцятирічну війну 1618–1648 рр. (5:45)
5. 1 6 4 8 — про облогу в 1648 році шведами Праги (3:54)
6. The Carolean's Prayer — пісня про армію Карла (6:14)
7. Carolus Rex — про сходження Карла на престол (4:53)
8. Killing Ground — про Фрауштадтску битву і вбивство захоплених в полон солдатів (4:24)
9. Poltava — про Полтавську битву (4:03)
10. Long Live The King — про загадкову смерть Карла (4:09)
11. Ruina Imperii — про відступ шведської армії після смерті Карла (3:21)
12. Twilight Of The Thunder God — бонус-трек, кавер на пісню Amon Amarth (3:59)
13. In The Army Now — бонус-трек, кавер на пісню Status Quo\Bolland & Bolland (3:58)
14. Feuer Frei — бонус-трек, кавер на пісню Rammstein (3:12)

### Шведський варіант
1. Dominium Maris Baltici
2. Lejonet från Norden
3. Gott Mit Uns
4. En Livstid i Krig
5. 1 6 4 8
6. Karolinens Bön
7. Carolus Rex
8. Ett Slag Färgat Rött
9. Poltava
10. Konungens Likfärd
11. Ruina Imperii

## Виконавці

### Запис
- Joakim Brodén — вокал;
- Rickard Sundén — гітара;
- Oskar Montelius — гітара;
- Pär Sundström — бас;
- Daniel Mullback — ударні;
- Daniel Mÿhr — клавішні.

### Виконання
- Joakim Brodén — вокал, композитор;
- Pär Sundström — бас-гітара;
- Chris Rörland — гітара;
- Thobbe Englund — гітара;
- Robban Bäck — ударні;
- Daniel Mÿhr (цифрова версія)[5] — клавішні. Хоча він і покинув гурт, його партії були спеціально записані для тура в підтримку альбому.